# Uleni, Argeș
Uleni este un sat în comuna Brăduleț din județul Argeș, Muntenia, România.